# Liste der Naturdenkmale in Münstermaifeld
Die Liste der Naturdenkmale in Münstermaifeld nennt die im Gemeindegebiet von Münstermaifeld ausgewiesenen Naturdenkmale (Stand 2. Mai 2024).

## Naturdenkmale
| Nr.         | Bezeichnung  | Lage                                        | Beschreibung                                    | Bild                                    |
| ----------- | ------------ | ------------------------------------------- | ----------------------------------------------- | --------------------------------------- |
| ND-7137-398 | Maulbeerbaum | Keldung, Hauptstraße, auf dem Friedhof Lage | Morus sp., einer von ursprünglich sieben Bäumen | Direkt Bild zu diesem Denkmal hochladen |

## Ehemalige Naturdenkmale
| Nr.         | Bezeichnung          | Lage                                                          | Beschreibung | Bild                                    |
| ----------- | -------------------- | ------------------------------------------------------------- | --- | --------------------------------------- |
| ND-7137-382 | Zwei Lindenbäume     | Mörz, Kirchenweg Lage                                         | Tilia sp. oder Ulmus glabra, zwei Bäume; Rechtsverordnung am 16. September 2013 aufgehoben                                         | Direkt Bild zu diesem Denkmal hochladen |
| ND-7137-396 | Nachtigallenwäldchen | Mörz, nördlich des Ortes; Abteilung Nachtigallenwäldchen Lage | flächenhaftes Naturdenkmal, ca. 1,1 ha; Rechtsverordnung am 16. September 2013 aufgehoben, eine Teilfläche umgenutzt zum Ruheforst | Direkt Bild zu diesem Denkmal hochladen |
|             | Nussbaum             | Mörz, auf der Kuppe bei der Schule                            | Juglans regia; Rechtsverordnung aufgehoben                                                                                         | Direkt Bild zu diesem Denkmal hochladen |
|             | Nussbaum             | Münstermaifeld, Flur Burberg                                  | Juglans regia; Rechtsverordnung aufgehoben                                                                                         | Direkt Bild zu diesem Denkmal hochladen |